# Thymus dolopicus
Thymus dolopicus — вид рослин родини глухокропивові (Lamiaceae), ендемік Греції.

## Опис
Карликовий кущ з деревними, повзучими стеблами, з яких виділяються вертикальні квіткові стебла з висотою до 10 см листки довжиною від 6 до 10 мм і шириною від 1 до 1.5 мм; у нижній половині вони бархатисто-волосаті; кромка трохи загнута назад. Суцвіття головоподібне, від яйцеподібної до сферичної форми. Прилистки шириною від 1.5 до 4 мм, схожі на листя або подовжено-яйцюваті й зеленуваті. Чашечка має довжину від 4.5 до 5.5 мм, верхні зуби довжиною ≈1.5 мм, ланцетні. Віночок рожево-пурпуровий.

## Поширення
Ендемік північної і центральної Греції.